# Míssil balístico tático

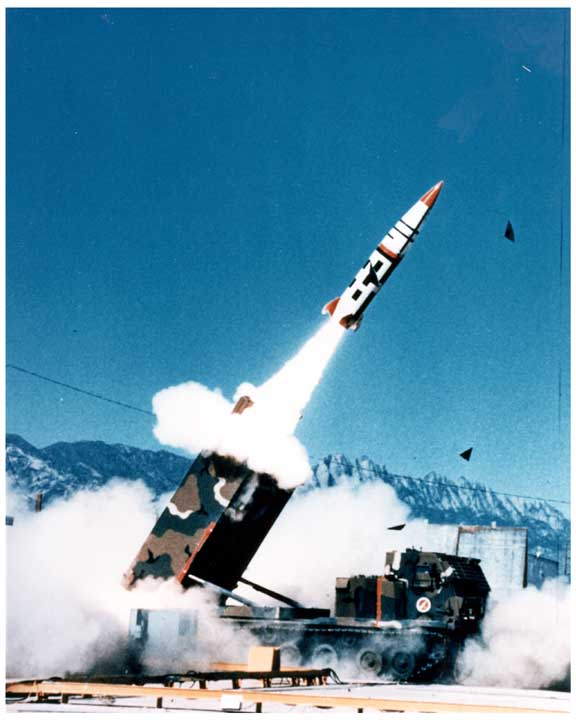
Um exemplar de Míssil balístico tático, o MGM-140 ATACMS sendo disparado.

Um Míssil balístico tático, é um tipo de Míssil balístico disparado de uma rampa de lançamento montada sobre um veículo pesado, projetado para uso em em campo de batalha, em geral, com alcance inferior a 300 km. Alguns especialistas militares russos os colocam em nível de importância ao lado das  forças nucleares estratégicas.

## História

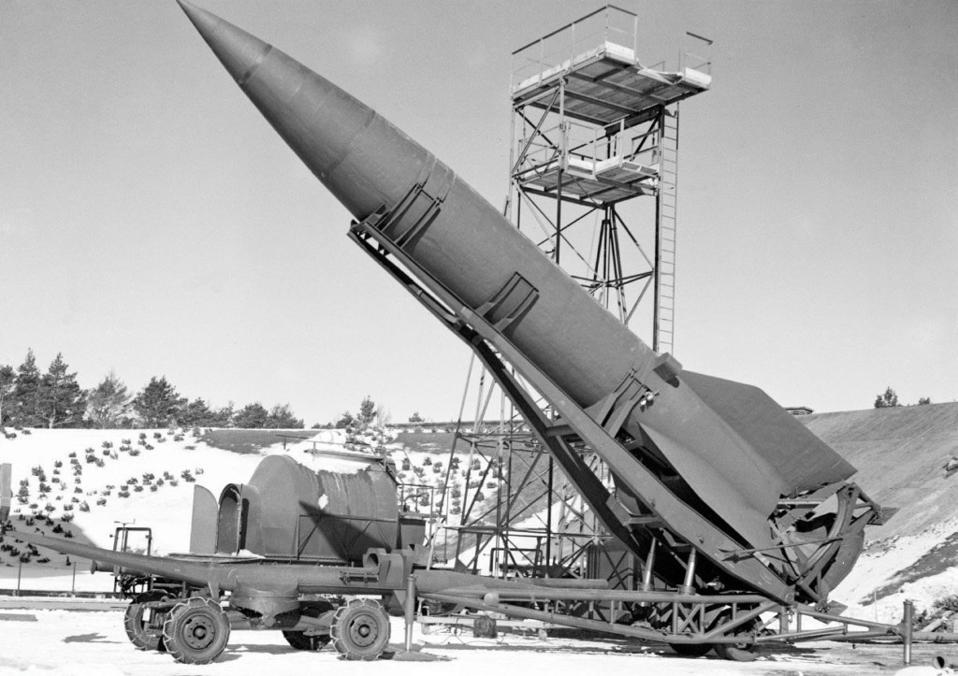
Rampa fixa de lançamento de míssil balísitco V2, 1942.

Os mísseis V-1 e V-2 foram desenvolvidos pela Alemanha Nazista, sendo os primeiros mísseis balísticos do mundo. Com um poder de fogo e velocidade impressionantes, deram trabalho aos aliados até que se descobriu sua maior vulnerabilidade: sua rampa de lançamento era fixa. Isso o tornava um alvo fácil, no caso de descoberta da base. Sem a rampa de lançamento, o míssil tornava-se inútil. Posteriormente se desenvolveu uma rampa móvel para o míssil V-2 mas não houve tempo de implantá-la em larga escala. Os aliados destruíram centenas de rampas até o final da guerra. 
Após a queda do regime nazista, americanos e soviéticos correram para conquistar o espólio de guerra. Assim, a tecnologia dos mísseis balísitcos V1 e V2 e seus especialistas foram divididos entre os dois países. 
Enquanto que os americanos demoraram a usar a tecnologia, os soviéticos desenvolveram um novo míssil. Para evitar a vulnerabilidade de uma rampa de lançamento fixa, desenvolveram o conceito de uma rampa móvel. Assim surgiu o míssil balístico tático, que aliava alto poder de fogo com um alcance de até 300 km a partir do veículo de lançamento, cuja mobilidade ampliava o rol de possibilidades de uso no campo de batalha, bastando apenas posicionar o veículo  dentro do raio de alcance do míssil, disparar e mudá-lo de posição para reutilizar a rampa e protegê-la do inimigo. Em 1952 entra em produção o míssil balístico tático R-11 Zemlya (Código OTAN “SS-1 Scud-A”), soviético. Com alcance máximo de 270 km (ogiva comum) e 130 Km (ogiva nuclear). Inicialmente, o míssil e sua rampa de lançamento eram transportado por  um veículo de esteiras modelo 2P-19. Durante toda a década de 1950 e início dos anos 1960, os soviéticos realizaram melhorias no sistema de míssil, adotando um caminhão de pneus 8X8, que trouxe maior mobilidade para os lançamentos. Em 1955, surgiu a versão do míssil para a Marinha, sendo empregada nos submarinos Classe AV611 (Código OTAN “Zulu”) e 619 (Código OTAN “Golf”).  
O Míssil balístico tático pode ser lançado de veículos em terra ou de navios/submarinos no mar.

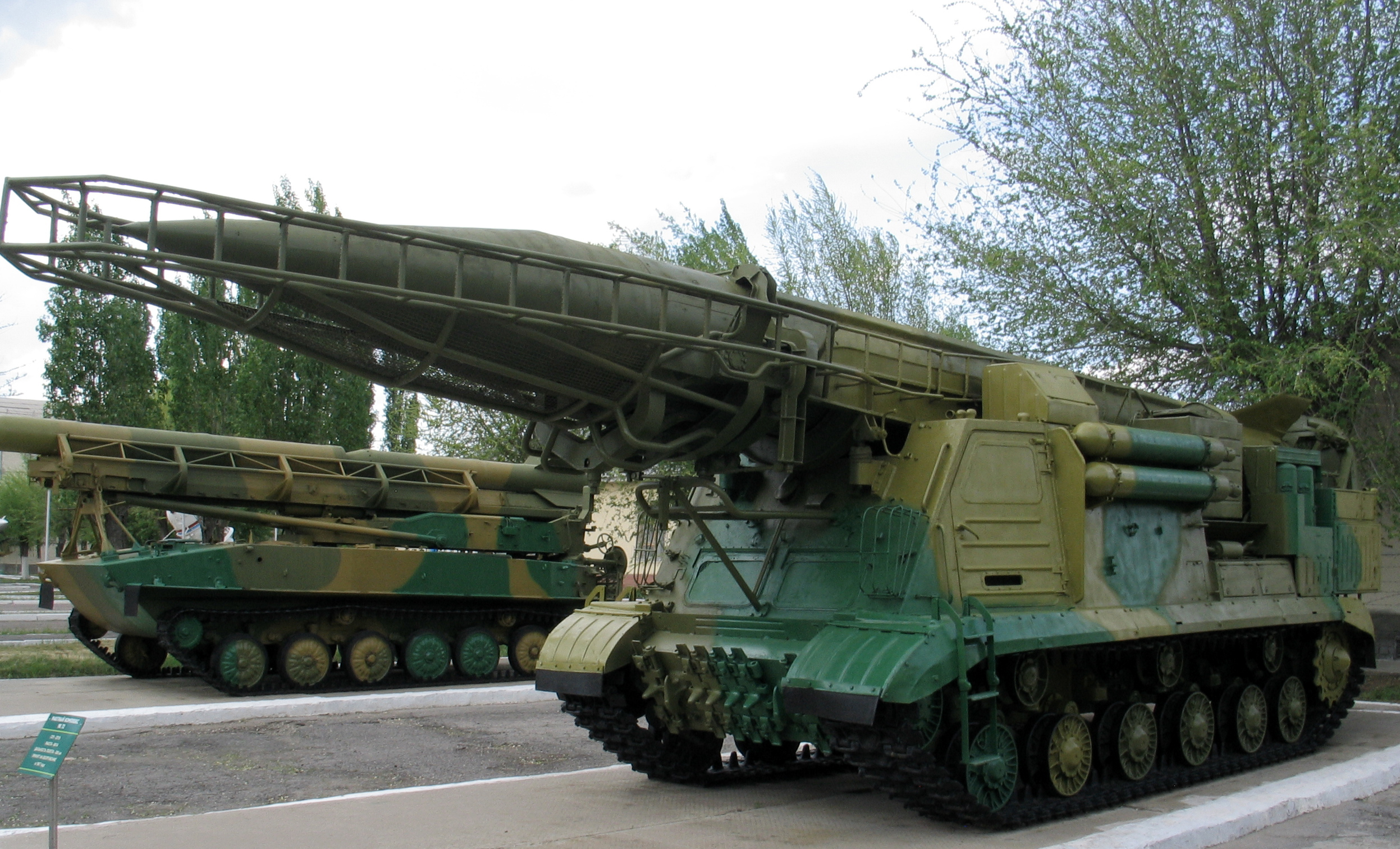
A primeira versão do SCUD era lançada de um veículo adaptado do Tanque Iosef Stalin.
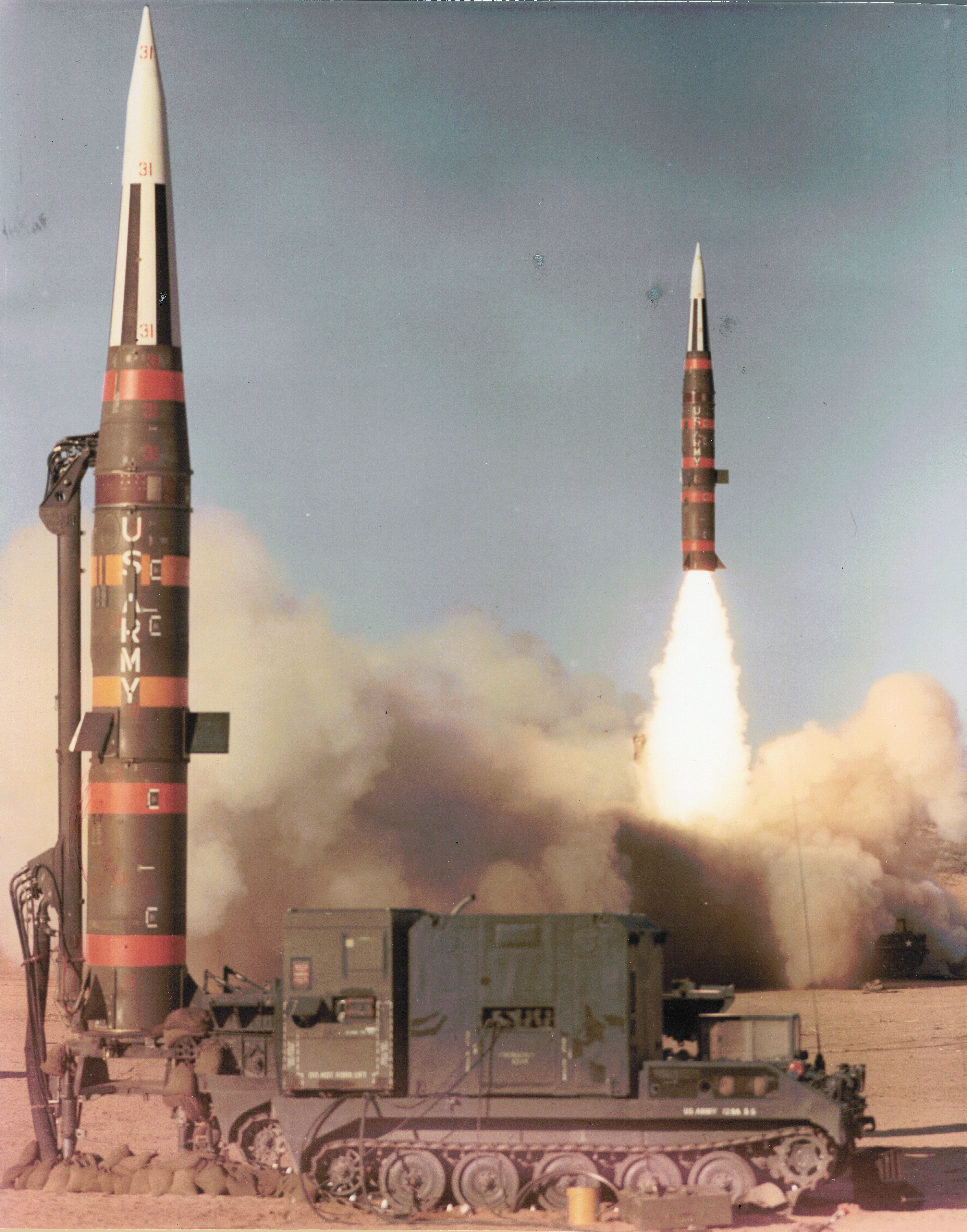
Sistema MGM-31 Pershing, dos Estados Unidos, montado sobre um veículo de esteiras M474.
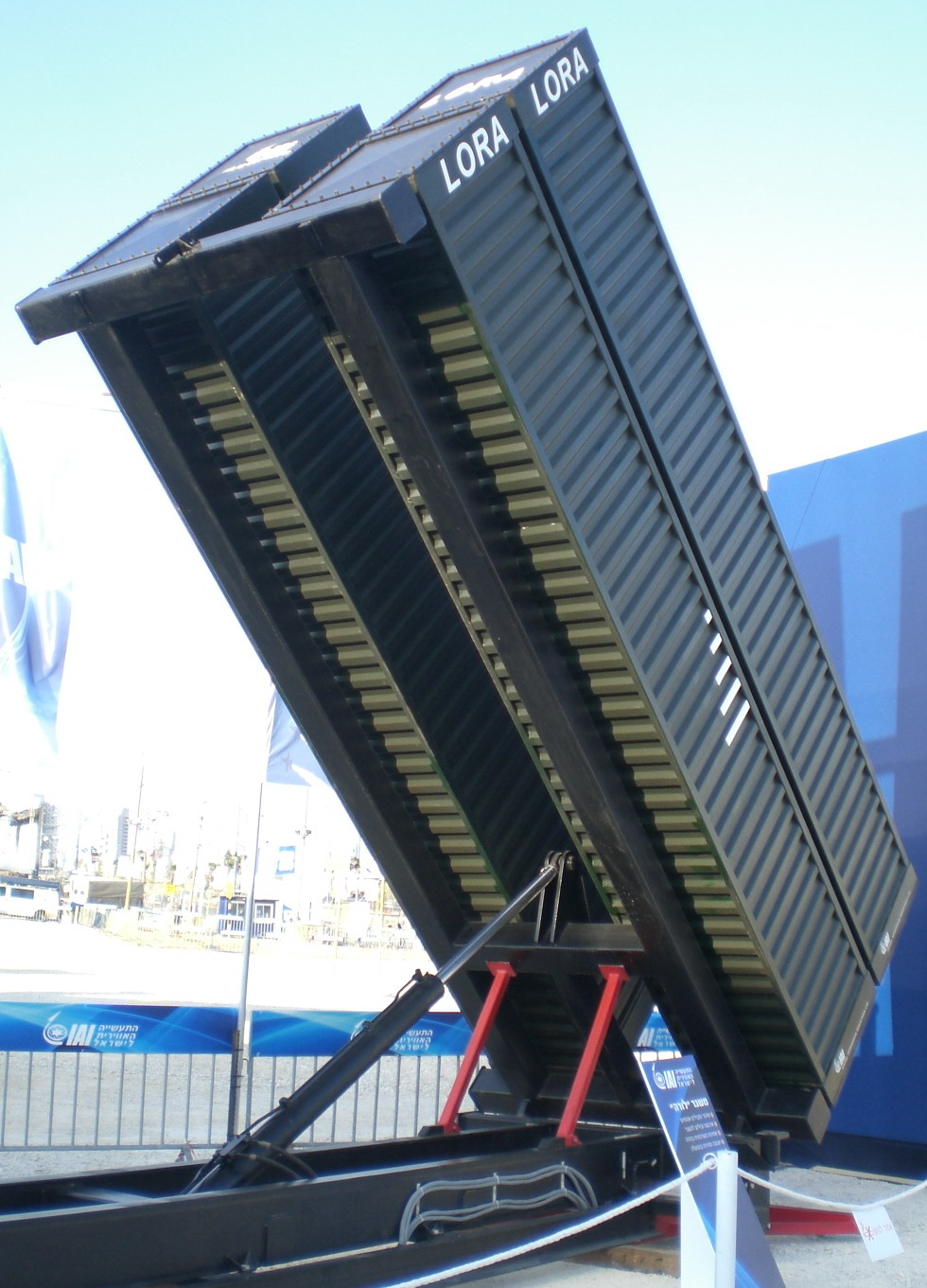
Rampa de lançamento do míssil israelense LORA, adaptável a diversos tipos de caminhões.